# Prionostemma surinamense
Prionostemma surinamense is een hooiwagen uit de familie Sclerosomatidae.